# Megalastrum inaequalifolium
Megalastrum inaequalifolium är en träjonväxtart som först beskrevs av Luigi Aloysius Colla, och fick sitt nu gällande namn av Alan Reid Smith och R. C. Moran. Megalastrum inaequalifolium ingår i släktet Megalastrum och familjen Dryopteridaceae. Inga underarter finns listade.